# Marie de Bourbon, duchesse de Montpensier

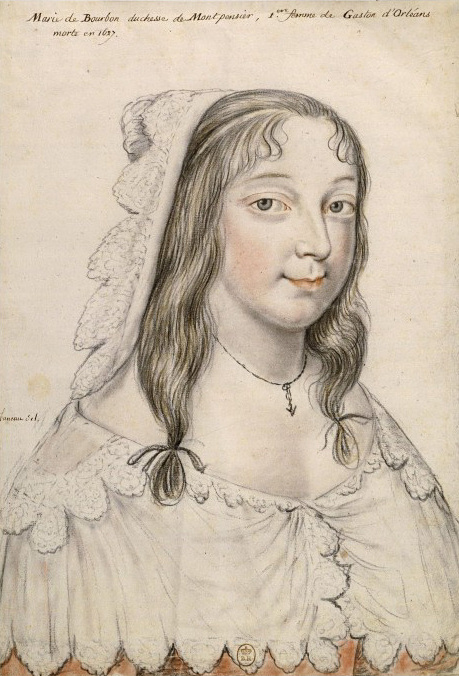
Marie de Bourbon auf einer kolorierten Zeichnung, nach 1627

Marie de Bourbon (* 15. Oktober 1605 auf Schloss Gaillon; † 4. Juni 1627 im Louvre, Paris), oft auch Mademoiselle de Montpensier genannt, war aus eigenem Recht Herzogin von Montpensier und zu ihrer Zeit eine der reichsten Erbinnen Frankreichs. Einige ihrer weiteren Titel waren Herzogin von Saint-Fargeau und Châtellerault, souveräne Fürstin von Dombes (französisch princesse souveraine de Dombes), Fürstin von La Roche-sur-Yon (französisch princesse de La Roche-sur-Yon), Dauphine d’Auvergne, Marquise von Mézières, Gräfin von Mortain und Bar-sur-Seine und Baronin von Beaujeu.
Im Alter von zwei Jahren mit Nicolas de Bourbon, dem zweitgeborenen Sohn des französischen Königs, verlobt, wurde sie nach dessen unerwartet frühen Tod mit dem jüngsten Sohn Heinrichs IV. verheiratet und starb im Kindbett sechs Tage nach der Geburt ihres ersten Kindes. Ihre gerade erst geborene Tochter Anne Marie Louise erbte ihr immenses Vermögen sowie ihre Titel und ging später als La Grande Mademoiselle in die Geschichte ein.

## Leben

### Kindheit
Marie kam als einziges Kind Henri de Bourbons und seiner Frau Henriette Catherine de Joyeuse auf Schloss Gaillon in der Normandie zur Welt. Als Mitglied des Hauses Bourbon war sie eine Prinzessin von Geblüt und nahe mit der französischen Königsfamilie verwandt. Ihre Mutter war der letzte Spross des Bourbon-Zweiges Joyeuse und hatte eine enorme Mitgift in die Ehe gebracht, sodass Maries Eltern über eines der größten Besitztümer Frankreichs verfügten. Glühender Verfechter des katholischen Glaubens, wollte Maries Vater verhindern, dass dieses enorme Vermögen an die protestantischen Verwandten der Linie Bourbon-Montpensier fallen konnte und handelte für seine Tochter eine Ehe mit Nicolas, dem zweiten Sohn des französischen Königs Heinrich IV., aus. Marie war gerade einmal zwei Jahre alt, als sie am 14. Januar 1608 mit Nicolas verlobt wurde. Nur einen Monat später starb ihr Vater, und Marie trat, noch ehe sie drei Jahre alt war, seine Nachfolge als Herzogin von Montpensier an und führte von diesem Tag an den Titel eines Pair von Frankreich. In Paris aufwachsend, stand sie anfänglich unter der Vormundschaft ihres Großonkels François de Joyeuse, ehe später ihre Mutter die Vormundschaft für sie übernahm.

### Ehe mit Gaston d’Orléans

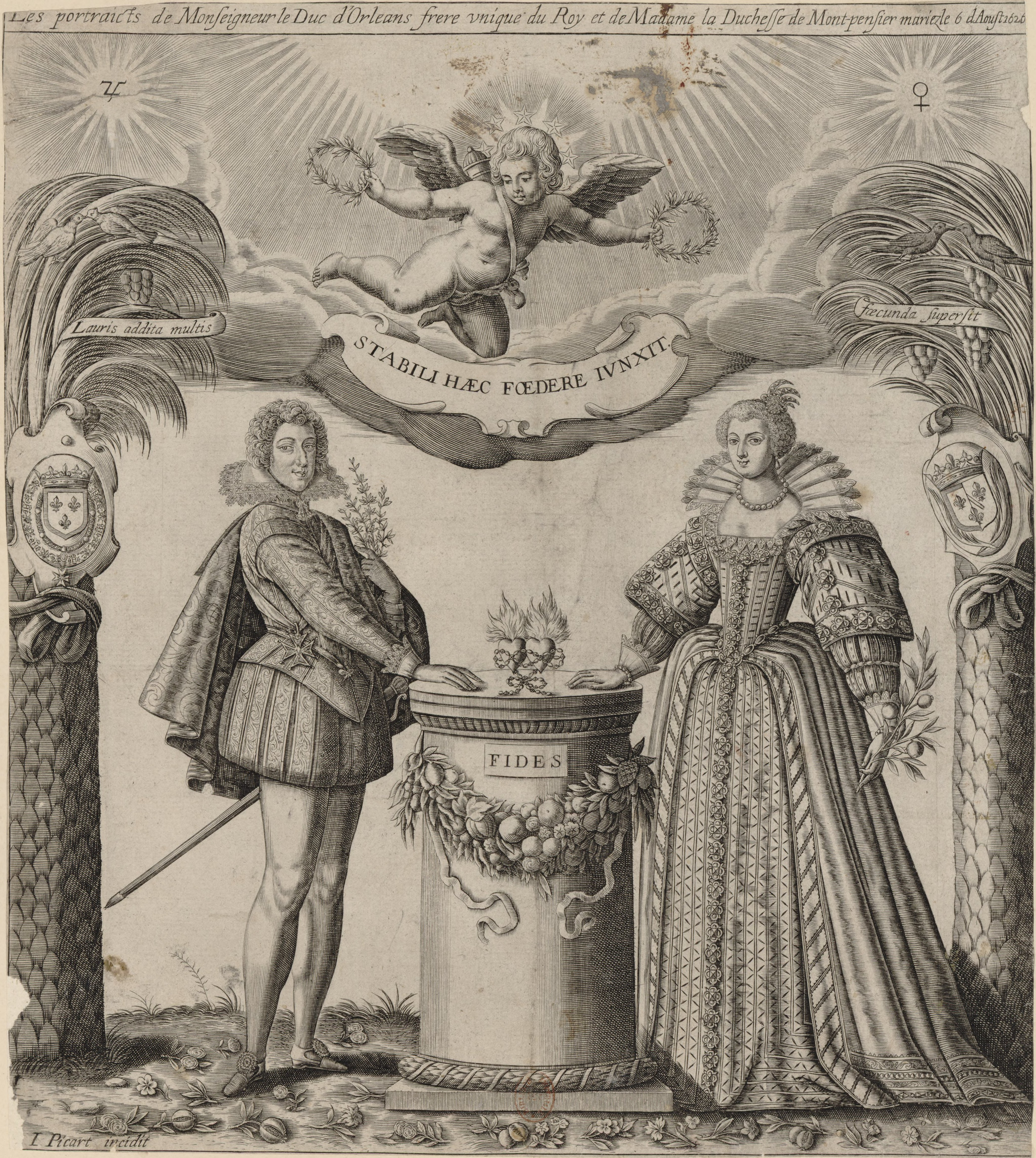
Stich eines unbekannten Künstlers anlässlich der Hochzeit Marie de Bourbons mit Gaston d’Orléans

Als Marie sechs Jahre alt war, starb ihr Verlobter im November 1611. Fortan betrieb die Königin Maria de’ Medici eine neue Verlobung der „reichsten Erbin in Frankreich“, diesmal mit ihrem jüngsten Sohn Gaston, und wurde dabei von Kardinal Richelieu unterstützt. Dabei ging es vor allem darum, das Montpensier-Vermögen für das Königshaus zu sichern, denn neben umfangreichen Landbesitz besaß Marie auch ein großes Barvermögen und jährliche Einkünfte in Höhe von 330.000 Livres. Doch Gaston zeigte seine „Aversion“ gegen eine derart arrangierte Ehe, und er fand zahlreiche Unterstützer, die ebenfalls gegen diese Verbindung waren. Gegner der Heirat fanden sich vor allem in den Reihen der Prinzen von Geblüt, die sich wegen der Kinderlosigkeit Ludwigs XIII. und der Ehelosigkeit Gastons Hoffnungen auf den französischen Thron machen konnten. Auch Ludwigs Frau Anna von Österreich versuchte, gegen die Pläne ihrer Schwiegermutter zu intervenieren, weil sie eine Schwächung ihrer ohnehin schwierigen Position am Hof befürchtete. Es formierte sich eine Verschwörer-Gruppe um den Bruder des Königs, die nicht nur die Verhinderung der Heirat, sondern die Ermordung Richelieus zum Ziel hatte. Doch das Komplott – nach einem ihrer Beteiligten, dem Grafen von Chalais, Chalais-Verschwörung genannt – wurde aufgedeckt und die Verantwortlichen zur Rechenschaft gezogen. Jean-Baptiste Gaston wurde zwar begnadigt, musste aber im Gegenzug die ungeliebte Frau mit der zierlichen Gestalt und dem aschblonden Haar heiraten. Der Heiratsvertrag wurde am 5. August 1626 in Nantes unterschrieben und am darauffolgenden Tag die Hochzeitszeremonie von Kardinal Richelieu in der Kathedrale Saint-Pierre-et-Saint-Paul vollzogen. Marie erhielt von ihrer Mutter, die in zweiter Ehe den Herzog von Guise geheiratet hatte, als Hochzeitsgeschenk einen Diamanten im Wert von 80.000 Écus. Der Bräutigam wurde zum Herzog von Orléans ernannt und erhielt als Apanage zudem das Herzogtum Chartres, die Grafschaft Blois, die Seigneurie Montargis sowie Unterhaltszahlungen in Höhe von 600.00 Livres und eine Rente von 200.00 Livres. Der kirchlichen Eheschließung folgten achttägige, außergewöhnlich pompöse Festivitäten.
Zeitgenössischen Berichten zufolge empfand Marie keinerlei Sympathie für ihren Ehemann, dessen charakterliche Züge und moralische Vorstellungen vollkommen gegensätzlich zu den ihrigen waren. Sie fügte sich jedoch in ihr Schicksal und widmete sich fortan intensiv den Aufgaben, die ihre neue Position mit sich brachte. Dazu zählte auch, einen bourbonischen Stammhalter zur Welt zu bringen. Als die junge Herzogin nur kurze Zeit nach der Hochzeit schwanger wurde, wähnte sie sich schon als Mutter des zukünftigen Thronfolgers, doch am 29. Mai 1627 kam bei einer komplizierten Entbindung nur ein Mädchen zur Welt, das auf den Namen Anne Marie Louise getauft wurde. Die spätere Grande Mademoiselle erbte nicht nur den widerständigen Charakter ihres Vaters, sondern auch das Vermögen ihrer Mutter, als diese im Alter von 21 Jahren nur sechs Tage nach der Entbindung am 4. Juni 1627 um zehn Uhr morgens im Kindbett starb. Die genaue Todesursache ist nicht geklärt. Die Ärzte, die Marie für tot erklärten, notierten Unterleibskrebs im Totenschein, eine anschließend auf Betreiben Maria de’ Medicis durchgeführte Autopsie soll jedoch Kindbettfieber als Todesursache festgestellt haben. Dies führte zu Anklagen wegen Fahrlässigkeit an die Hebamme Louyse Bourgeois, die auch Maries Ehemann Gaston zur Welt geholfen hatte. Bourgeois wehrte sich in einer erbitterten Streitschrift, verlor jedoch ihren Ruf am Königshof.
Maries einbalsamierter Körper wurde anschließend in einem Bleisarg zwei Wochen lang im Louvre aufgebahrt, ehe er am 20. Juni für fünf Tage in den Tuilerienpalast gebracht wurde, wo zahlreiche Personen ihr die letzte Ehre erwiesen. In der Nacht vom 24. auf den 25. Juni brachte ein von sechs Schimmeln gezogener Wagen den Leichnam in die Kathedrale von Saint-Denis, wo am 30. Juni die Beisetzung stattfand. Maries Herz und ihre Eingeweide fanden schon am 8. Juni 1627 die letzte Ruhestätte im Chor der Kirche des damaligen Kapuzinerinnenklosters in der Rue Saint-Honoré. Ihre Mutter Henriette Catherine ließ zum Andenken an ihre Tochter eine Marmortafel mit Inschrift in der Kirche anbringen, die aber während der Französischen Revolution 1793 verlorenging.